# 尼古拉·登科夫
尼古拉·登科夫·登科夫（1962年9月3日—）是保加利亞政治人物、前總理。同時作為科學家，他也是索非亞大學的講師。
在2023年保加利亞議會選舉中，保加利亞歐洲發展公民黨（GERB）與其所屬的「我們繼續變革-民主保加利亞聯盟」(PP-DB)勢均力敵。最終GERB與PP-DB達成協議，總理職位將在兩黨間輪替，PP-DB的成員，即登科夫先擔任總理，9個月之後換GERB擔任，協議將至少持續18個月。惟他如期辭職後政府重組失敗，遂觸發國會提早大選。